# پسر متعصب من
پسر متعصب من (انگلیسی: My Son the Fanatic) یک فیلم درام بریتانیایی به کارگردانی اودایان پراساد است که در سال ۱۹۹۷ منتشر شد. این فیلم بر پایهٔ داستانی کوتاه به همین نام اثرِ حنیف قریشی ساخته شد.

## بازیگران
- اوم پوری
- ریچل گریفیتس
- استلان اسکاشگورد
- سارا-جین پاتس